# Glucocorticoïde
Les glucocorticoïdes sont des hormones corticoïdes qui ont une action sur le métabolisme protidique et glucidique. Ils s'opposent aux minéralocorticoïdes. En pratique courante, le terme corticoïde, sans précision, désigne les glucocorticoïdes.
Les glucocorticoïdes naturels sont la cortisone et le cortisol. Les glucocorticoïdes de synthèse sont soit à effets courts (la prednisone), soit à effets intermédiaires (paraméthasone), soit à effets prolongés (bétaméthasone). Les médicaments s'appellent anti-inflammatoires stéroïdiens quand ils sont employés à cet effet.

## Classification
- Les glucocorticoïdes naturels sont sécrétés par l'organisme humain à faibles doses et à un rythme circadien (70 % étant sécrétés entre 2 et 8 heures du matin[1]). La cortisone et le cortisol (ou hydrocortisone) — sont utilisés essentiellement dans l’hormonothérapie de substitution des insuffisances surrénales.
L’hémisuccinate d’hydrocortisone a un effet très rapide et doit donc être réservé aux problèmes d’urgence.

- Les glucocorticoïdes de synthèse ont une activité majorée pour permettre une meilleure action anti-inflammatoire et leurs effets minéralocorticoïdes sont très réduits. Ils sont utilisés dans les autres indications thérapeutiques (anti-inflammatoires, immunosuppressives, anti-allergiques) et sont définis en :
  - corticoïdes à effets courts (prednisone, prednisolone, méthylprednisolone) : de pouvoir anti-inflammatoire à 4-5 (mesuré par référence à celui du cortisol coté à 1) ;
  - corticoïdes à effets intermédiaires (triamcinolone, paraméthasone) : de pouvoir anti-inflammatoire à 5-10 ;
  - corticoïdes à effets prolongés (bétaméthasone, dexaméthasone, cortivazol) : de pouvoir anti-inflammatoire de 25-30 (jusqu’à 60 pour le cortivazol).

## Historique
Les glucocorticoïdes de synthèse sont des anti-inflammatoires connus depuis les années 1950, au cours desquelles ils ont pour la première fois été utilisés avec succès dans les maladies inflammatoires, et en particulier les affections rhumatismales.

## Structure
La structure des glucocorticoïdes est basée sur le noyau prégnane, sur lequel s'ajoutent des fonctions indispensables à l'activité biologique et des fonctions modulant cette activité.
Fonctions nécessaires à l'activité glucocorticoïde :
- cétone (C=O) en 3 et en 20 ;
- double liaison en 4-5 ;
- alcool (OH) en 21.

Quelques molécules. Ajouter au prégnane les fonctions précédentes plus :
- cortisol (= hydrocortisone) : OH en 17α  et 21 ;
- prednisolone : id cortisol + double liaison en 1-2 ;
- prednisone : id prednisolone sauf cétone en 11 (à la place de OH) ;
- méthylprednisolone : id prednisolone + méthyl (CH3) en 6α ;
- fludrocortisone (minéralocorticoïde, action comparable à l'aldostérone) : id cortisol + fluor (F) en 9α  (9-alpha-fluorocortisol).

## Action des glucocorticoïdes
- Augmentation du métabolisme glucidique, protéique et lipidique.
- Anti-inflammatoire.
- Antipyrétique (font baisser la fièvre).
- Analgésique (lutte contre la douleur).
- Anti-allergique (action non immédiate contre les effets du contact avec un allergène chez un sujet allergique).
- Baisse des défenses immunitaires (utilité dans la lutte contre le rejet des greffes).

## Mécanisme d'action
Les glucocorticoïdes se fixent aux récepteurs des glucocorticoïdes (GR) du cytoplasme de la cellule. Ce type de récepteur est activé par une fixation du type ligand. Après qu'une hormone se fixe à son récepteur correspondant, le complexe récepteur-ligand formé pénètre  dans le noyau cellulaire où il se fixe à de nombreux éléments de réponse aux glucocorticoïdes dans la région du promoteur des gènes-cibles. Le récepteur, ainsi fixé à la molécule d'ADN interagit avec les facteurs de transcription basiques, provoquant une augmentation de l'expression génique de gènes-cibles spécifiques. Ce processus est appelé « transactivation ». Il conditionne la plupart des effets secondaires métaboliques et cardiovasculaires des glucocorticoïdes.
Le mécanisme opposé est appelé « transrépression ». Le récepteur hormonal activé interagit avec des facteurs de transcription spécifiques et prévient la transcription des gènes-cibles. Les glucocorticoïdes sont capables d'empêcher la transcription de tous les gènes immuns, incluant celui codant IL-2.
Les glucocorticoïdes ordinaires ne font pas le distinguo entre la transactivation et la transrépression, et influencent à la fois les gènes immuns « voulus » et ceux « non voulus » régulant les fonctions métaboliques et cardiovasculaires. Actuellement, les efforts de recherche visent à découvrir des glucocorticoïdes agissant sélectivement qui seraient capables de ne réprimer que le système immunitaire.

## Tableau comparatif de l'efficacité des différents glucocorticoïdes
| Molécule                                          | Action glucocorticoïde                                                      | Action minéralocorticoïde | Durée d'action (demi vie, en heures) |
| Cortisol (Hydrocortisone)                         | 1                                                                           | 1                         | 8                                    |
| Acétate de cortisone                              | 0,8                                                                         | 0,8                       | voie orale 8, intramusculaire 18+    |
| Prednisone                                        | 3,5-5                                                                       | 0,8                       | 16-36                                |
| Prednisolone                                      | 4                                                                           | 0,8                       | 16-36                                |
| Méthylprednisolone                                | 5-7,5                                                                       | 0,5                       | 18-40                                |
| Dexaméthasone                                     | 25-80                                                                       | 0                         | 36-54                                |
| Bétaméthasone (stéréoisomère de la dexaméthasone) | 25-30                                                                       | 0                         | 36-54                                |
| Triamcinolone                                     | 5                                                                           | 0                         | 12-36                                |
| Béclométasone                                     | 8 bouffées 4 fois par jour correspondent à 14 mg de prednisone (voie orale) | -                         | -                                    |
| Cortivazol                                        | 60                                                                          | -                         | 360 heures                           |

## Indications des glucocorticoïdes
Les glucocorticoïdes de synthèse sont utilisés pour traiter de très nombreuses maladies allergiques, immunologiques ou cancéreuses. Néanmoins, la grande majorité des patients recevant des glucocorticoïdes sont traités pour des maladies pulmonaires ou rhumatologiques.  
- Maladies pulmonaires :
  - asthme ;
  - bronchopneumopathie chronique obstructive.

- Maladies rhumatologiques et/ou auto-immunes :
  - polyarthrite rhumatoïde ;
  - maladie de Horton ;
  - pseudo-polyarthrite rhizomélique ;
  - anémie hémolytique auto-immune ;
  - lupus érythémateux disséminé ;
  - dermatomyosites et polymyosites ;
  - périartérite noueuse ;
  - sclérodermie ;
  - pemphigus et pemphigoïde bulleuse ;
  - polychondrite chronique atrophiante ;
  - sclérose en plaques ;
  - rectocolite hémorragique et maladie de Crohn ;
  - hépatites auto-immunes.

- Allergie (souvent en association avec des traitements d'action rapide : adrénaline par exemple) :
  - œdème de Quincke ;
  - urticaire géante ;
  - choc anaphylactique.

- Réactions inflammatoires sévères :
  - hépatite alcoolique aiguë.

- Maladies générales :
  - traitement de fond des asthmes sévères ;
  - sarcoïdose ;
  - fibrose pulmonaire ;
  - syndrome néphrotique ;
  - certaines Leucémies ;
  - certains cancers ;
  - transplantation d'organes.

- Soins de support et soins palliatifs :
  - antalgique ;
  - antiémétique ;
  - orexigène ;
  - effet anti-tumoral direct ou au travers de l'effet anti-inflammatoire : occlusion sur carcinose péritonéale, syndrome cave supérieur, compression pelvienne, etc.

## Effets secondaires
Les effets secondaires d'un traitement par glucocorticoïdes se rencontrent surtout en cas de traitement prolongé mais peuvent également, pour certains d'entre eux, apparaitre dès les tout premiers jours du traitement. Certaines précautions peuvent permettre de les éviter ou d'en limiter leur risque.
Les effets secondaires principaux sont :
- troubles métaboliques : aspect physique cushingoïde, prise de poids, répartition anormale des graisses, rétention hydrosodée, hypokaliémie, alcalose métabolique, ostéoporose (par augmentation du métabolisme protéique dans les os), fractures, retard de croissance chez l'enfant et l'adolescent, retard de cicatrisation, ostéonécrose, protéolyse, apparition de vergetures, hypertension artérielle, dyslipidémie ;
- troubles endocriniens : diabète, dérégulation de la synthèse naturelle de glucocorticoïdes à la fin du traitement, troubles du cycle menstruel (règles irrégulières), apparition (ou aggravation) d'une acné, pilosité excessive ou hypertrichose, fragilisation cutanée, ecchymoses ;
- troubles digestifs : ulcère gastro-duodénal (les glucocorticoïdes augmentent la sécrétion d'acide par l'estomac), hémorragie digestive, sur ulcère gastro-duodénal, gastrite aigüe, entérite ou colite, pancréatite aiguë ;
- troubles psychiques : euphorie, excitation, confusion, dépression ;
- aggravation d'états infectieux : réveil du virus de la varicelle (d'où un zona), réveil de tuberculose, réveil de toxoplasmose, risque augmenté de gangrène de Fournier, mauvaise lutte contre les états viraux en général (herpès, hépatite, etc.).

## Précautions d'emploi
Les précautions d'emploi sont donc systématiques dans les traitements longs, à dose élevée. Dans ce cas, on prescrit les mesures suivantes :

### Régime alimentaire et supplémentations
- Apports de calcium (prévention des fractures).
- Apports de vitamine D (même remarque).
- Apports de potassium parfois.
- Le régime alimentaire à suivre n'est pas très bien connu[6].

### Bilan avant de commencer le traitement
Par ailleurs, il convient de toujours rechercher un ulcère (et de le traiter le cas échéant), des troubles psychiatriques, une ménopause, une hypertension (la rétention d'eau et de sodium liée aux glucocorticoïdes augmente le volume sanguin, et donc la tension), une infection virale ou bactérienne.

### Pendant le traitement
- Surveiller le poids, la pression artérielle, l'état cutané, la glycémie, la tolérance et la bonne prise du traitement.
- Les glucocorticoïdes, pour mimer la libération naturelle de leur équivalent non-synthétique, doivent la plupart du temps être pris en une seule prise, le matin.
- En cas de stress (infection, opération chirurgicale, traumatisme) : une augmentation des doses est indispensable (physiologiquement, ces états introduisent une augmentation des hormones surrénaliennes).

### Fin du traitement
Afin d'éviter de perturber la synthèse naturelle de glucocorticoïdes par la glande surrénale, il faut toujours arrêter le traitement très progressivement si ce dernier a été prolongé : plusieurs paliers de 8 à 15 jours, en surveillant la fonction surrénalienne par des tests sanguins réguliers.

## Prescription d'une corticothérapie
Compte tenu de la diversité des indications de traitement à base de corticoïdes (corticothérapie), de l'importance d'adapter celle-ci à la réponse clinique et aux effets secondaires rencontrés, il n'existe pas de schéma standard de prescription. Le protocole suivant permet de fixer quelques règles :

### Corticothérapie en cure courte
Sur une durée brève, de 10 à 15 jours suivant les références, il est possible d'instaurer et d'arrêter une corticothérapie avec un risque modéré d'effets secondaires. Les règles suivantes doivent néanmoins être respectées :
- à la mise en route, examen clinique et interrogatoire, mais pas de bilan biologique ;
- pas de traitement adjuvant ;
- durée de traitement de 10 à 15 jours maximum ;
- glucocorticoïdes de demi vie brève : prednisone, prednisolone ou méthylprednisolone ;
- en une prise unique le matin ;
- 0,5  à   1 mg·kg-1 du premier au dernier jour.

### Corticothérapie prolongée, phase de décroissance
Il est plus que conseillé en cas de corticothérapie sur plusieurs années, de diminuer très progressivement : 1 mg tous les deux mois, puis stabilisation à 5 mg durant 3 ou 4 mois, ensuite à nouveau 1 mg tous les deux mois jusqu'à arrêt total.

### Corticothérapie prolongée, phase de sevrage
Risques du sevrage :
- une insuffisance surrénalienne ;
- une reprise de la maladie sous-jacente.

N.B. : Une cure de moins de deux semaines de cortisone par voie générale ne nécessite pas de sevrage progressif.
Protocole de sevrage de la corticothérapie (suggestion à adapter au contexte) :
Diminuer la posologie de prednisone de :
- 10 mg/semaine tant que la posologie est > 40 mg/j ;
- 5 mg/semaine lorsqu'elle est entre 20 et 40 mg/j ;
- 2,5 mg/semaine en dessous de 20 mg/j.

Sevrage complet dès 5 à 7,5 mg de prednisone/j, si l'affection est stable.

## Contre-indications
Il n'existe aucune contre-indication formelle à une corticothérapie brève et vitale. Dans les autres cas, où les glucocorticoïdes peuvent être remplacés par d'autres médicaments, on évitera de les prescrire dans les circonstances suivantes :
- grossesse, allaitement ;
- maladie virale grave en évolution (herpès, zona, hépatite virale aiguë) car les glucocorticoïdes entraînent une baisse de l'inflammation et de l'immunité nécessaire à la lutte contre ces infections ;
- ulcère gastro-duodénal en évolution (c'est-à-dire non traité) ;
- cirrhose sévère ;
- goutte ;
- états psychotiques ;
- certaines parasitoses (ex. : anguillulose) ;
- glaucome.

## Mécanisme de résistance
De multiples facteurs contribuant à la résistance aux glucocorticoïdes ont été identifiés. Ils font toujours l’objet d’études.
Une mutation dans le domaine C-terminal du GR le rendrait déficient.
Une diminution du nombre de GR est également retrouvée, le taux d’expression du GR apparaîtrait étroitement corrélé avec l’ampleur de la réponse au glucocorticoïdes. Les taux de GR, variables dans les cellules, sont régulés de manière spécifique par les concentrations de ligands environnants. Le mécanisme de cette régulation a été attribué à une réduction de transcription du gène GR aussi bien qu’à une diminution de la stabilité de l’ARNm et des protéines du GR.
Le complexe GR et protéines chaperonnes peut être altéré ainsi que les étapes de translocation vers le noyau. En effet, une expression anormale de HSP90 et 70 a été retrouvée dans des cellules leucémiques.
Dans ces cellules, les glucocorticoïdes permettent la production, via les mitochondries, d’espèces oxygénées réactives (ROS) intervenant dans l’apoptose cellulaire induite. Une anomalie de cette production par les mitochondries expliquerait la résistance de cellules de lymphome aux glucocorticoïdes. Les cellules malignes deviennent alors incapables d’initier le programme d’apoptose en réponse à l’agoniste du GR : la résistance est alors corrélée positivement à un mauvais pronostic.
Dans l'asthme résistant, il y aurait entre autres, une réduction de la fixation des glucocorticoïdes aux GR, une réduction de l’expression des GR, une inhibition de l’expression de l’histone désacétylase, une déficience de l’activité corépressive.
Au cours d’infections virales et bactériennes, une résistance aux glucocorticoïdes peut se développer, le GR apparaissant comme une cible pour une grande diversité de toxines.

## Exemples de médicaments

### Bétaméthasone
Stéréoisomère de la dexaméthasone
- En France : Célestène, Célestamine

### Dexaméthasone
Stéréoisomère de la bétaméthasone
- en France : Aphilan, Arthrisone, Bacicoline, Calmicort, Colofoam, Cortapaisyl, Cortexan Framycetine, Dermaspraid, Dermofenac, Efficort et Hydracort, Locoid, Madecassol, Mitocortyl, Propylor, Septomixine

### Prednisolone
- En Belgique : Pred Forte (acétate : collyre), Ultracortenol (acétate : collyre ; pivalate : onguent ophtalmique).
- En France : Cortisal, Cortisomol, Deliproct, Dérinox, Déturgylone, Hydrocortancyl et Solupred.
- En Suisse : Hexacortone, Pred Forte/Pred Mild, Prednisolone Galepharm, Prednisolone Streuli, Prednisolone-P Streuli, Spiricort, Succinate de Prednisolone Streuli, Ultracortène H hydrosoluble, Ultracortenol.

### Prednisone
- En Belgique : (aucune spécialité).
- En France : Cortancyl.
- En Suisse : Prednisone Galepharm, Prednisone Streuli.

### Tixocortol
- En Belgique : (aucune spécialité).
- En France : Pivalone, Oropivalone (commercialisation arrêtée) et Thiovalone.
- En Suisse : Pivalone.

### Triamcinolone et triamcinolone acétonide
- En Belgique : Albicort, Delphi, Kenacort A.
- En France : Cidermex, Corticotulle Lumière, Kenacort, Kenalcol, Localone, Nasacort, Pevisone.
- En Suisse : Kenacort, Nasacort, Triamcort Dépôt.